# Argia cuprea
Argia cuprea là một loài chuồn chuồn kim trong họ Coenagrionidae.
Argia cuprea is in 1861 voor het eerst wetenschappelijk beschreven door Hagen.